# قطع الجسم الثفني

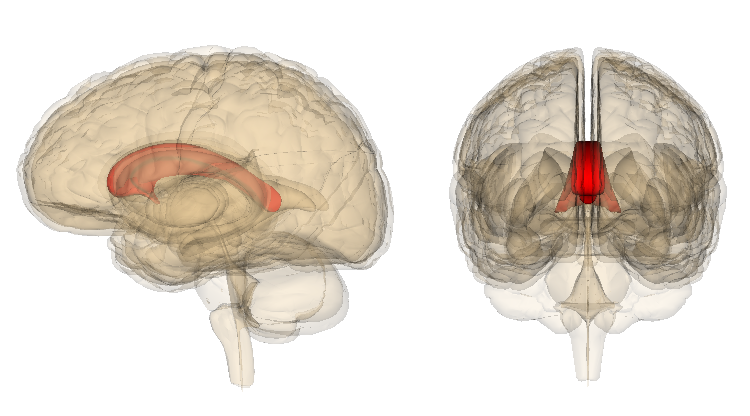
الجسم الثفني الواصل بين نصفي الكرة المخيّة

قطع الجسم الثفني (بالإنجليزية: Corpus callosotomy)‏ هو عملية جراحية مُلطِفة لعلاج الصرع الذي لايستجيب للعلاج طبيا، حيث يتم في هذا الإجراء قطع الجسم الثفني في محاولة للحد من انتشار نشاط الصرع بين نصفي الدماغ.
بعد العملية، يجد الدماغ صعوبة أكبر في إرسال الرسائل بين نصفي الكرة المخية. وعلى الرغم من أن الجسم الثفني هو أكبر جزء من المادة البيضاء يربط بين نصفي الكرة المخية، إلا أن بعض الاتصالات المحدودة بين نصفي الكرة المخية تظل ممكنة عبر الصوار الأمامي والخلفي.
«قد تم إثبات فعالية وانخفاض المراضة الدائمة نسبيًا مع قطع الجسم الثفني في حالات الصرع المستعصية طبيا بأكثر من ستة عقود من الخبرة، وبالإضافة إلى الحد من النوبات، قد يتحسن السلوك ونوعية الحياة».

## تاريخ
تم إجراء أول أمثلة على قطع الجسم الثفني في أربعينيات القرن العشرين على يد الدكتور ويليام فان فاغنن، الذي شارك في تأسيس الجمعية الأمريكية لجراحين الأعصاب وعمل رئيسًا لها. ودرس فان فاغنن نتائج عملياته الجراحية في محاولة لعلاج الصرع وقام بنشرها، بما في ذلك نتائج انقسام دماغ المرضى، وقد سبق عملُ فاغنن بحثَ روجر دبليو سبيري الحائز على جائزة نوبل عام 1981 بعقدين من الزمن، حيث درس سبيري المرضى الذين خضعوا لجراحة قطع الجسم الثفني وكشف عن خصائص الدماغ المشقوق الناتجة.
وقد أتاحت التحسينات التي أُدخِلت على التقنيات الجراحية إلى جانب تحسين المؤشرات بقاء إجراء فان فاجينين، حيث أن ذلك قطع الجسم الثفني لا يزال شائعًا في جميع أنحاء العالم، وتعتبر هذه الجراحة في الوقت الحالي طريقة علاج ُملَطِفة للعديد من أشكال الصرع، بما في ذلك النوبات الارتخائية، والنوبات المعمَمة، ومتلازمة لينوكس-غاستو. وفي دراسة أُجريت عام 2011 على الأطفال الذين يعانون من نوبات الصرع المستعصية المصحوبة باضطراب نقص الانتباه، أظهر تخطيط أمواج الدماغ تحسناً لكل من النوبات ونقص الانتباه بعد جراحة قطع الجسم الثفني.

## الطريقة
يجب أن يتم حلق رأس المريض جزئيًا أو كليًا قبل الجراحة، وما إن يصبح المريض تحت التخدير العام، يتم إجراء حج القحف، ثم يتم شطر نصفي الكرة الدماغية، وبالنسبة لقطع الجسم الثفني الجزئي، يتم شطر الثلثين الأماميين من الجسم الثفني، بينما يتم شطر الثلث الخلفي أيضًا في حال قطع الجسم الثفني كاملا. وبعد التقسيم، يتم إغلاق الجافية واستعادة جزء الجمجمة، ثم يتم إغلاق فروة الرأس بالغرز. ويتم استخدام عملية قطع الجسم الثفني بالمنظار للحد من فقدان الدم خلال العملية الجراحية.

## دواعي الاستخدام
يهدف قطع الجسم الثفني إلى علاج المرضى الذين يعانون من الصرع والنوبات المزمنة الناتجة عنه، وقد تم توثيق انخفاض متوسط العمر المتوقع المرتبط بمرضى الصرع من قِبل الدراسات القائمة على السكان في أوروبا. وفي المملكة المتحدة والسويد، ارتفع معدل الوفيات النسبي للمرضى المصابين بالصرع (المرضى الذين لم يكن صرعهم تحت السيطرة بالعلاجات الطبية أو العلاجات الجراحية الأخرى، والذين استمروا في المعاناة من المرض) بمقدار مرتين وثلاث مرات على التوالي، وفي الغالبية العظمى من الحالات، يقوم قطع الجسم الثفني بمنع حدوث النوبة للمريض.

### موانع الاستخدام
على الرغم من الاختلاف من مريض لآخر، فإن المرض العصبي أو الطبي التدريجي قد يكون مانعًا مطلقًا أو نسبيًا لجراحة قطع الجسم الثفني، بينما لا تعد الإعاقة الذهنية من موانع تلك الجراحة. وفي دراسة ما أجريت على الأطفال الذين يعانون من إعاقة ذهنية شديدة، تم إجراء قطع الجسم الثفني مع نتائج مواتية للغاية.

## الخلفية التشريحية العصبية

### تشريح ووظيفة الجسم الثفني
الجسم الثفني هو حزمة ألياف من حوالي 300 مليون ليفة في الدماغ البشري تربط بين نصفي الكرة المخية، وتشمل وظائفه بين نصفي الكرة المخية دمج المعلومات الإدراكية، والمعرفية، والمكتسبة، والإرشادية.

### دورالجسم الثفني في نوبات الصرع
دور الجسم الثفني في الصرع هو نقل شحنات الصرع بين نصفي الكرة المخية، وتكون هذه الشحنات بشكل عام متزامنة بشكل ثنائي في المرضى قبل الجراحة. وبالإضافة إلى تعطيل هذا التزامن، يقلل قطع الجسم الثفني من تواتر واتساع الشحنات الصرعية التي تسهل آلية انتشار الصرع.

## العيوب والانتقادات

### الآثار الضائرة
تتعلق أبرز المضاعفات غير الجراحية لقطع الجسم الثفني باضطرابات الكلام، فبالنسبة لبعض المرضى، قد يتبع الشطر فترة موجزة من البكم، والتأثير الجانبي الطويل الأمد الذي قد يعاني منه بعض المرضى هو عدم القدرة على الانخراط في الكلام العفوي. وبالإضافة إلى ذلك، منع شطرُ الدماغ الناتج من الجراحة بعضَ المرضى من اتباع الأوامر اللفظية التي تتطلب استخدام يدهم غير المسيطرة.
وهناك مضاعفات أخرى وهي متلازمة اليد الغريبة، حيث يبدو أن يد الشخص المصاب تتصرف من تلقاء نفسها.

### البدائل
يتم علاج الصرع أيضًا من خلال عملية أقل توغلا تسمى تحفيز العصب المبهم، وتستخدم هذه الطريقة قطبًا يُزرَِع حول العصب المبهم الأيسر داخل غمد السباتي من أجل إرسال نبضات كهربائية إلى نواة السبيل الانفرادي. ومع ذلك، فقد ثبت أن قطع الجسم الثفني قد وفر فرصًا أفضل بكثير في ضبط النوبات مقارنةً بتحفيز العصب المبهم (58.0٪ مقابل 21.1٪ في النوبات الارتخائية، على التوالي). وإذا كان هناك منطقة بؤرية في الدماغ تولد نوبات حادة، فيمكن إزالتها في بعض الأحيان.

## روابط خارجية
- Detail on the procedure from epilepsy.com
- Encyclopedia of Surgery: Corpus callosotomy